# Crégols
 Crégols  (en occitano Cregòl) es una población y comuna francesa, situada en la región de Mediodía-Pirineos, departamento de Lot, en el distrito de Cahors y cantón de Saint-Géry.

## Demografía
| 125 | 98 | 85 | 65 | 66 | 72 |
| Para los censos de 1962 a 1999 la población legal corresponde a la población sin duplicidades (Fuente: INSEE [Consultar]) |    |    |    |    |    |